# Mariano E. Galdos
Mariano Enrique Galdos fue un militar y político peruano. 
Durante la Guerra con Chile fue jefe del Batallón Apurímac que participó en la campaña terrestre de la Guerra y que, en 1881, desde Arequipa desconocieron el gobierno provisional de Francisco García Calderón.
Fue elegido diputado por la provincia de Anta en 1886 durante el gobierno del presidente Andrés Avelino Cáceres y reelecto en 1889 y 1892.
En 1881, bajo el apoyo del presidente Andrés Avelino Cáceres se fundó el Círculo Militar del Perú siendo que Mariano E. Galdós formó parte de su primera junta directiva como vocal suplente.
El 27 de noviembre de 1909, el Congreso expidió la Resolución Legislativa N° 1184 que dispone el ascenso de Mariano E. Galdós al grado de Coronel.